# Фальсификация

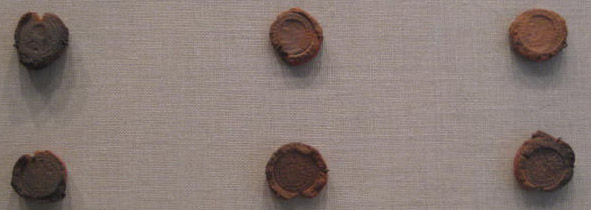
Монетные формы, созданные для подделки римских монет

Фальсифика́ция (лат. falsificatio, от итал. falsificare — подделывать) или подделка — поддельный предмет, вещь, выдаваемая за настоящую. В искусстве — изготовление произведений изобразительного и декоративно-прикладного искусства в подражание стилю какой-либо исторической эпохи или какого-либо известного мастера с целью сбыта или образец подобной фабрикации.
Фальсификацией являются, например, подделка денежных знаков, изготовление произведений изобразительного и декоративно-прикладного искусства, ювелирных изделий, выдаваемых за исторические раритеты, подделка работ известных мастеров. Фальсификации подвергаются различные документы: паспорта, свидетельства о регистрации, листки нетрудоспособности (для незаконного уклонения от работы). К фальсификации также относятся преднамеренное искажение данных, заведомо неверное истолкование чего-либо с целью получения какой-либо выгоды (например, фальсификация научных данных, данных следствия и прочее).
Фальсификацию следует отличать от стилизации.
В изготовлении продуктов питания также есть место фальсификации. Иногда, для улучшения органолептических свойств используют различные добавки, имитирующие улучшение качества (подсластители, красители и прочее)

## В искусстве
Из-за высокой стоимости предметов искусства и ювелирных изделий их фальсификация достаточно распространена.
В живописи подделки редко являются копией подлинника, обычно используют стилизацию или компиляцией мотивов, почерпнутых из нескольких подлинников, характерных для объекта фальсификации. В качестве холста могут использовать картины малоизвестных художников соответствующего времени. Их «правят», полностью или частично записывая оригинал. Затем картину искусственно «старят», создавая правдоподобные дефекты на поверхности красочного слоя.
Весьма часты подделки произведений античного искусства, например, тиара Сайтаферна. От подделок следует отличать неправильную датировку произведения искусства, например, спорный случай Капитолийской волчицы. В 1978 году внимание европейских СМИ привлёк судебный процесс по обвинению британского художника Грэма Овендена и фотографа Говарда Грея в создании и продаже снимков, которые они приписали никогда не существовавшему представителю раннего фотоискусства викторианской эпохи Фрэнсиса Хетлинга.
- Бастианини, Джованни
- Хебборн, Эрик
- Испанский фальсификатор
- Олмстед, Марла

## Подделка вещей

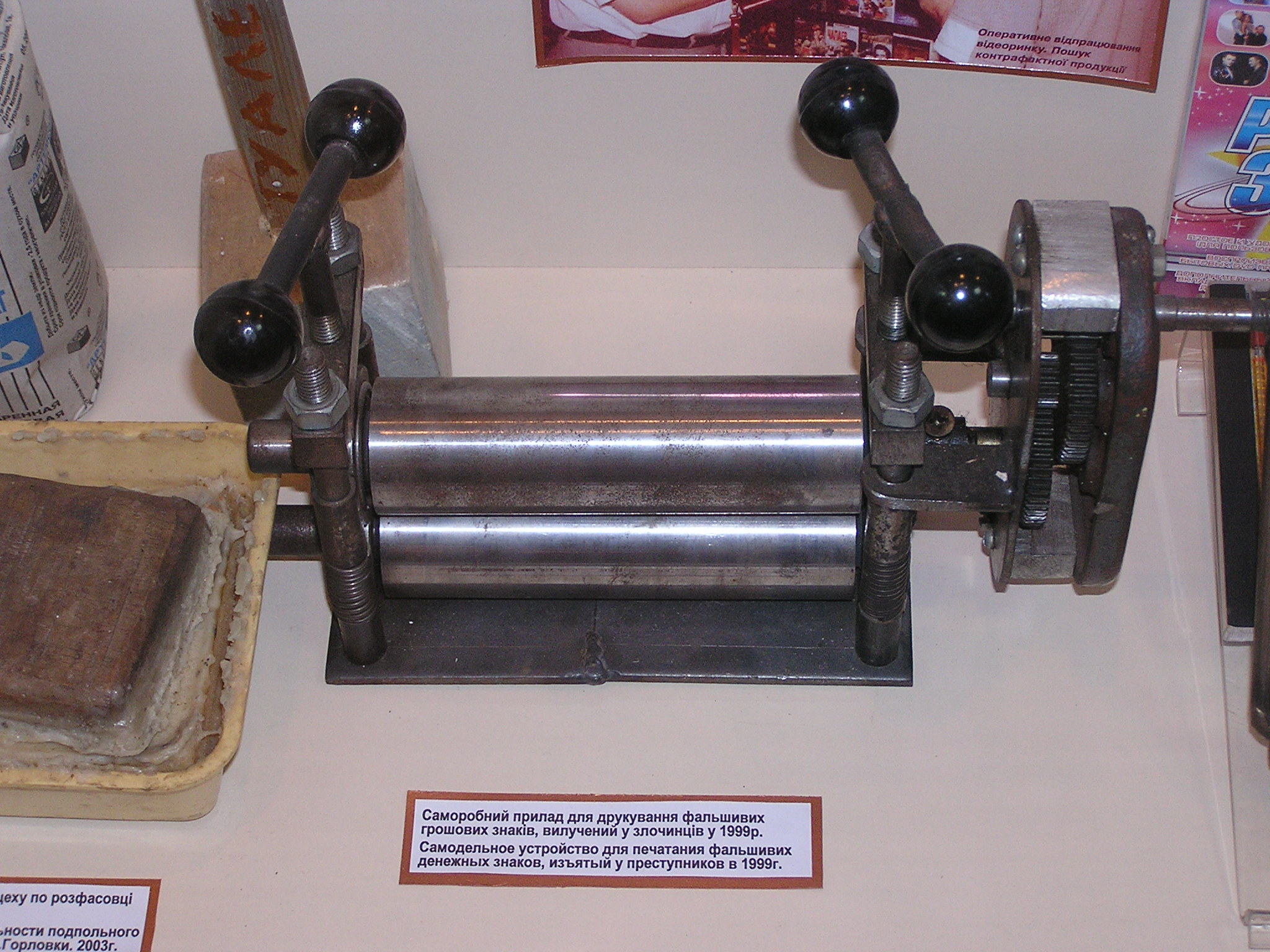
Музей истории донецкой милиции. Самодельное устройство для печатания фальшивых денежных знаков (1999)

Подделка — имитация, которая обычно сделана с намерением злонамеренно исказить её содержание или происхождение. Слово подделка наиболее часто описывает подделанную валюту или документы, но может также описывать такие вещи, как: одежда, программное обеспечение, фармацевтические препараты, наручные часы или любой другой продукт, особенно, когда это приводит к нарушению патента или нарушению торговой марки. Часто, чтобы избежать обвинений в нарушении авторских прав, на поддельные вещи ставят марки, очень похожие на оригинальные названия выпускающих фирм, но с изменёнными одной или несколькими буквами в названии. Самые известные случаи: NOKLA — NOKIA, Abibas — Adidas и т. д.
В XVI округе Парижа существует Музей подделок, где представлено более 350 объектов, от знакомых всем поддельных CD/DVD, игрушек и прочих предметов повседневного обихода, до фальшивой статуи Родена и поддельных амфор галло-римского периода.

### Контрафакт
Широкое распространение получили поддельные товары мировых брендов: наручные часы, дизайнерские аксессуары, дорогие мотоциклы и др. По некоторым оценкам, рынок подделок такого рода (включая медикаменты) достигает $1,8 млрд долларов США в год.

### Фальсификация пищевых продуктов

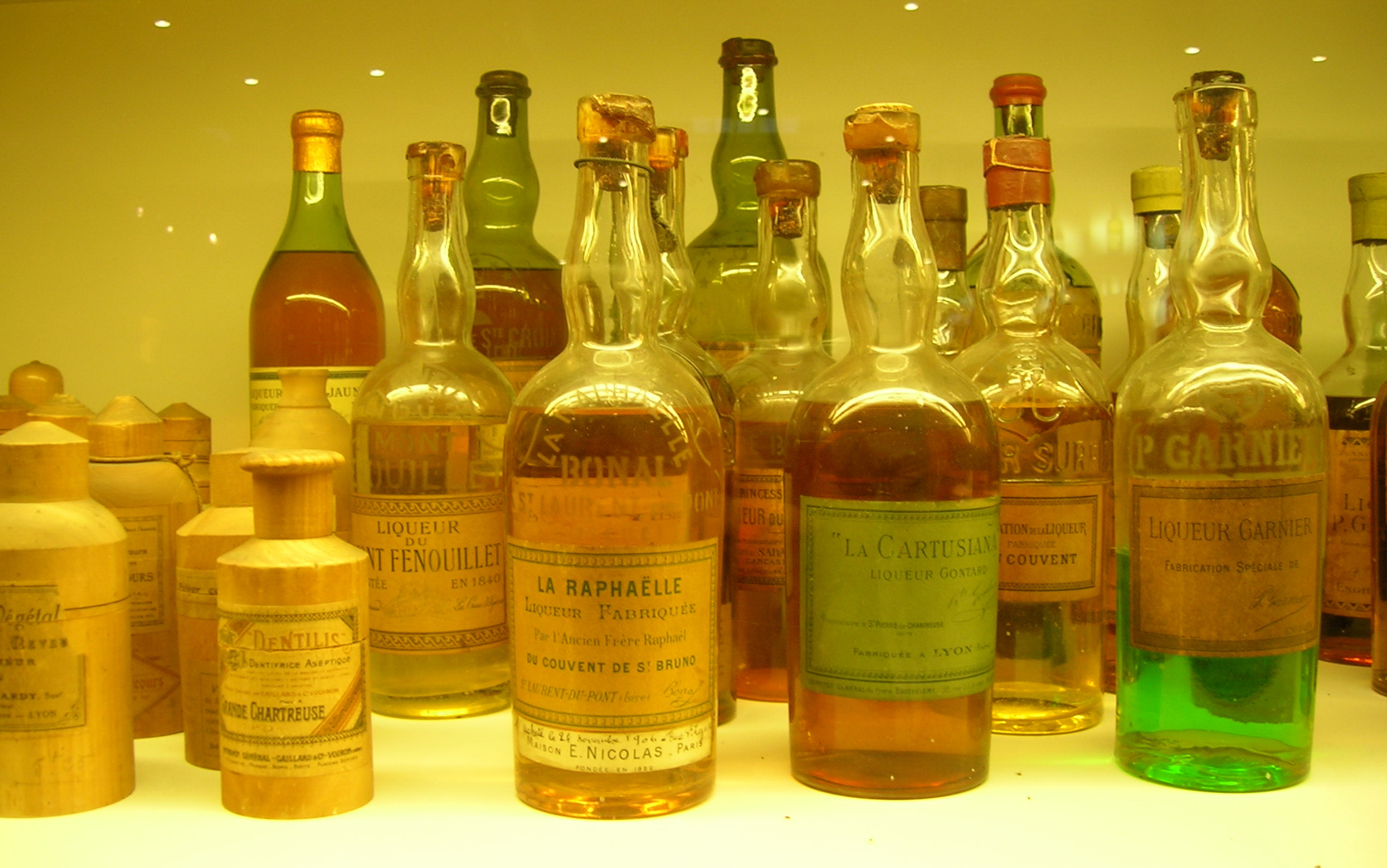
Бутылки поддельного ликёра «Шартрёз»

Фальсификация пищевых продуктов и подмешивание были чрезвычайно распространены до XIX века. Исследования практики подмешивания, проведённые Фридрихом Аккумом в начале XIX столетия, и разработка А. Гассалем методов обнаружения фальсификации в середине XIX века привели к принятию в Великобритании в 1860 году первого закона о подмешивании к пище (Food Adulteration Act). В 1906 году стараниями химика Харви Уайли, публицистов (С. Г. Адамса, Э. Синклера и других) при поддержке президента Т. Рузвельта был принят «Акт о чистых пищевых продуктах и лекарственных средствах», а в 1907 году он вступил в силу: было создано Управление по контролю качества пищевых продуктов и лекарственных средств (FDA).
Согласно Федеральному закону Российской Федерации «О качестве и безопасности пищевых продуктов»:

Фальсифицированные пищевые продукты, материалы и изделия — пищевые продукты, материалы и изделия, умышленно изменённые (поддельные) и (или) имеющие скрытые свойства и качество, информация о которых является заведомо неполной или недостоверной.

### Фальсификация парфюмерно-косметических продуктов
Разработка парфюмерных брендов нередко производится третьими, малоизвестными фирмами, причём в нескольких мало различающихся вариантах запаха. После того, как гранды мирового рынка выбрали для себя «аромат года», остальные варианты могут поступать в продажу — для менее известных фирм. В дальнейшем недобросовестные конкуренты могут продавать их под маркой бренда.

### Фальсификация лекарственных препаратов
В конце XX века широко распространилась фальсификация лекарственных препаратов. Считается, что значительная часть из них производится на тех же фармацевтических фабриках, на которых производятся и «нормальные препараты» («неучтёнка»). Другая часть изготавливается в мелких подпольных цехах, в которых совершенно не могут быть обеспечены надлежащие условия производства, в этом случае состав препаратов может очень сильно отличаться от указанного на этикетке. Часть подделок продаётся через интернет.
Контроль за лекарственными средствами возлагается на соответствующие органы министерства здравоохранения.
Несмотря на широкое отражение проблемы фальсификации лекарственных средств в средствах массовой информации, органы контроля практически никогда не передают дело в судебные инстанции, ограничиваясь снятием с продажи некачественных и фальсифицированных препаратов. Это свидетельствует как о слабости контролирующих органов и несовершенстве законодательства, так и о высоком коррупционном потенциале фармацевтического производства.

### Фальсификация и подделка в филателии
Фальсификация в филателии — изготовление фальшивых марок или изменение (подделка) подлинных знаков почтовой оплаты или их частей или доказательств прохождения ими почты. В настоящее время в большинстве государств преследуется по закону наравне с фальсификацией денежных знаков.

### Фальсификация исторических источников

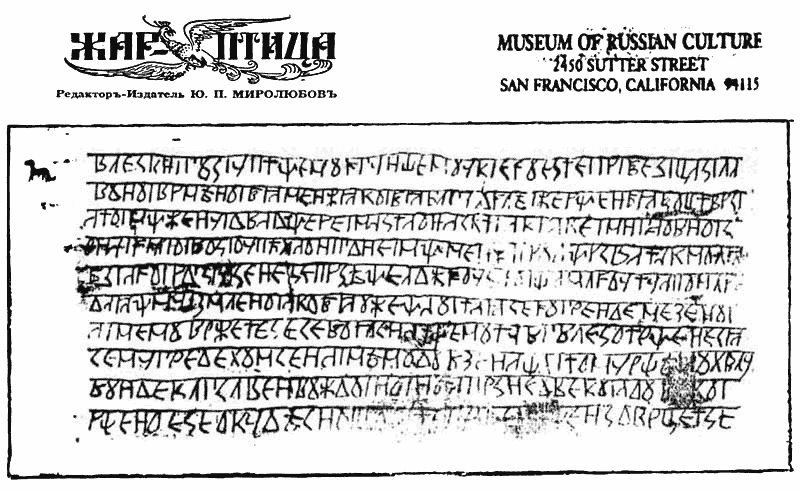
Изображение, заявленное как фотография дощечки поддельной «Велесовой книги»

Фальсификация исторических источников представляет собой создание никогда не существовавших исторических источников или изменение подлинных исторических источников. В обоих случаях производится в результате сознательного умысла, рассчитанного на общественное внимание, стремления при помощи полностью вымышленных фактов прошлого или искажения сведений о реально происходивших событиях «исправить» историю, дополнить её несуществовавшими деталями. Фальсификации исторических источников могут выявляться в течение короткого промежутка времени после их создания. Возможно также их длительное бытование в качестве подлинных. В этом случае они формируют новые мифы, которые могут оказать существенное влияние на общественность. Фальсифицированный исторический источник также является историческим источником, но принадлежит не к заявленному фальсификатором и его сторонниками времени, а ко времени изготовления.

## В науке
Фальсификации в сфере научной аттестации служат распространению в обществе невежества и атмосферы лжи, размывают этические нормы.
Имеется практика подделки археологических артефактов, с той или иной целью.
В России сложилась порочная практика незаслуженного присвоения учёных степеней видным политическим деятелям, бизнесменам, мошенникам, использующим дипломы кандидатов и докторов наук для быстрого продвижения по карьерной лестнице. Широкая торговля учёными степенями, основанная на фальсификации квалификационных научных работ, к настоящему времени превратилась в институт, интегрированный в политическую систему российского государства.
В начале 2013 года с целью противодействия незаконным махинациям и подлогам в области научной и образовательной деятельности, в особенности в процессе защиты диссертаций и присвоения учёных степеней в России, было создано вольное сообщество «Диссернет», объединившее экспертов, учёных и журналистов; к концу 2015 года активистами «Диссернета» было выявлено более четырёх тысяч случаев фальсификаций диссертационных работ.

## В СМИ
Под фейковыми новостями (от англ. fake news) обычно понимаются сенсационные, но заведомо ложные сообщения. Эксперты из ОБСЕ отмечают расплывчатый характер понятия фейковых новостей, к которым можно отнести дезинформацию, пропаганду, скрытную рекламу и газетные утки. Иногда фейками называются формально правдивые сообщения, заголовки которых преувеличивают сенсационность. Фейки часто выдаются за свидетельства очевидцев, которые присылают в редакцию поддельные фото. Как правило фейки распространяются СМИ, которые сами находятся в заблуждении. Впоследствии СМИ могут приносить извинения за публикацию фейков. Фейками могут быть новости, которые ссылаются на «неназванные источники». В некоторых странах (Малайзия) законодатели планируют ввести уголовную ответственность за распространение фейковых новостей, однако правозащитники предупреждают, что это может послужить правовой основой для ограничения свободы слова.

### В Интернете
Наряду с обычными блогами существуют так называемые флоги (фейковые блоги), основанные на приёмах астротурфинга, а также виртуальные персонажи. Они создаются для публикации рекламных сообщений под видом личных впечатлений.

В европейских странах, в частности в Великобритании, подобная деятельность наказуема, так как нарушает закон о защите прав потребителей.
Поскольку технология обработки фотографий идёт вперёд, в интернете всё чаще встречаются «фотожабы».
Фальшивыми (поддельными) могут быть также учётные записи, страницы или сайты с содержанием, похожим на основной сайт.

## В издательском деле
В традиционных псевдоизданиях, псевдотипах объектом фальсификации являлись титульные и выходные сведения или сами публикуемые тексты. В современном издательском деле, книготорговом ассортименте и библиотечных фондах получили распространение «издания-фальсификаты», в которых объектом фальсификации стали части справочного аппарата издания: аннотация, комментарии, примечания, указатели, приложения. Широкое распространение получили произведения, основанные на фальсификатах, рассматриваемых авторами этих произведений как достоверные источники. По мнению Н. А. Соболева,

Издание-фальсификат — тиражное произведение (книга, материал в сборнике, журнале, газете, интернет-издании и др.), прошедшее редакционно-издательскую обработку и оформленное полиграфически либо представленное на магнитном, электронном и других носителях, предназначенное для распространения содержащейся в нём подложной информации.

Издательская подделка изменялась в направлении совершенствования параллельно с развитием информационных, полиграфических и книготорговых технологий. Если в прошлом исторические подлоги создавались отдельными фальсификаторами или группами лиц, осуществлявших свою деятельность вручную или кустарным способом, то к настоящему времени книжные фальсификаты производятся индустриальным способом, в котором задействовано нескольких хозяйственных отраслей, главным образом издательская и книготорговая. Промышленный масштаб производства и распространения этих изданий и их пропаганда и реклама в средствах массовой информации приводят к экспансии в общественное сознание недостоверной информации, которой придаётся наукообразная форма.
Соболев выявляет два уровня влияния псевдоисторических изданий-фальсификатов на общественное сознание. Первый уровень касается таких псевдоисторических публикаций как моноиздания, сборники, публикации в СМИ и Интернете. Этот уровень является сравнительно неуправляемым. Второй уровень включает влияние на образовательный и научно-исследовательский процесс через средние, средние специальные, высшие образовательные учреждения и научную среду путём выпуска учебной и методической литературы, которая включает псевдоисторические произведения или рекомендует их к изучению в качестве исторических памятников. Этот уровень исследователь считает управляемым.
Получили распространение также ложные аннотации в изданиях и заказные рецензии, дающие не соответствующие действительности сведения о содержании произведений с целью улучшить их реализацию. 
В числе книг, имеющих широкий круг читателей и, таким образом, оказывающих существенное влияние на общественное сознание, присутствует большой ряд изданий-фальсификатов, основанных на «Велесовой книге».
Наиболее подверженным экспансии фальсифицированных сведений является среднее образование. Эта ситуация имела место уже в советский период (например, распространение мифа о «первом воздухоплавателе» Крякутном), но в настоящее время экспансия существенно возросла в связи с отсутствием единой школьной программы и заменой в некоторых случаях учебников и учебных пособий на издания-фальсификаты.